# Alex Pontons
Alex Fernando Pontons Paz (Santa Cruz de la Sierra, 26 novembre 1994) è un calciatore boliviano, attaccante del Ribelle.

## Carriera

### Club
Gioca nel settore giovanile del Milan, che nell'estate del 2011 lo cede in prestito al Brescia, con cui nella stagione 2011-2012 disputa il Campionato Primavera, nel quale gioca in tutto 7 partite; l'anno seguente passa sempre con la formula del prestito alla Pro Vercelli, con cui realizza 10 reti in 16 presenze con la Primavera.
Nella stagione 2013-2014 fa il suo esordio tra i professionisti: viene infatti ceduto in prestito alla Nocerina, con la quale disputa una partita in Coppa Italia Lega Pro e 2 partite nel campionato di Lega Pro Prima Divisione; dopo l'esclusione dei campani dal campionato, nella sessione invernale di calciomercato passa al Teramo: con la formazione abruzzese, militante nel campionato di Lega Pro Seconda Divisione, trascorre la seconda parte della stagione, senza mai scendere in campo in partite ufficiali. Nell'estate del 2014 viene acquistato a titolo definitivo dalla Sampdoria, club di Serie A, con cui rimane in rosa fino al gennaio del 2015 senza mai venire impiegato in partite ufficiali: nella sessione invernale di calciomercato torna in patria, in prestito all'Petrolero (Y), con cui nel 2015 gioca 7 partite nella seconda divisione boliviana. Nell'estate del 2015 viene ceduto a titolo definitivo al Real Santa Cruz, altro club della seconda divisione boliviana, con cui milita fino all'estate del 2016, quando torna in Italia per vestire la maglia dei romagnoli del Ribelle, impegnati nel campionato di Serie D.

### Nazionale
Con la Nazionale boliviana Under-17 ha preso parte al campionato sudamericano di categoria del 2011, giocandovi 3 partite.
Con la Nazionale boliviana Under-20 ha preso parte al campionato sudamericano di categoria del 2013, giocandovi 4 partite.